# The Letter (peça)
The Letter é uma peça de 1927 de W. Somerset Maugham, dramatizada a partir de um conto que apareceu pela primeira vez em sua coleção de 1926, The Casuarina Tree. A história foi inspirada no caso real de Ethel Proudlock, que envolveu a esposa do diretor da Victoria Institution, em Kuala Lumpur, que foi condenada em um julgamento por assassinato após matar a tiros um amigo em abril de 1911. Ela acabou sendo perdoada.

## Sinopse
Na peça, a ação acontece na casa de um proprietário de plantação, Robert Crosbie, e sua esposa Leslie, na então colônia britânica da Malásia e, mais tarde, no bairro chinês de Cingapura. Com o marido viajando a negócios, a esposa alega que atirou no amigo do marido, Geoff Hammond, em legítima defesa, após uma tentativa de estupro; mais tarde é revelado que Hammond era seu amante, mas a rejeitou em favor de uma mulher nativa. A peça se concentra nas medidas tomadas pelo advogado da esposa para convencer o tribunal de sua inocência, após a descoberta de uma carta incriminatória, que ele suborna a mulher nativa para devolver. Leslie é absolvida, mas vê sua punição como sendo a de ter matado o homem que realmente amava.

## Produções

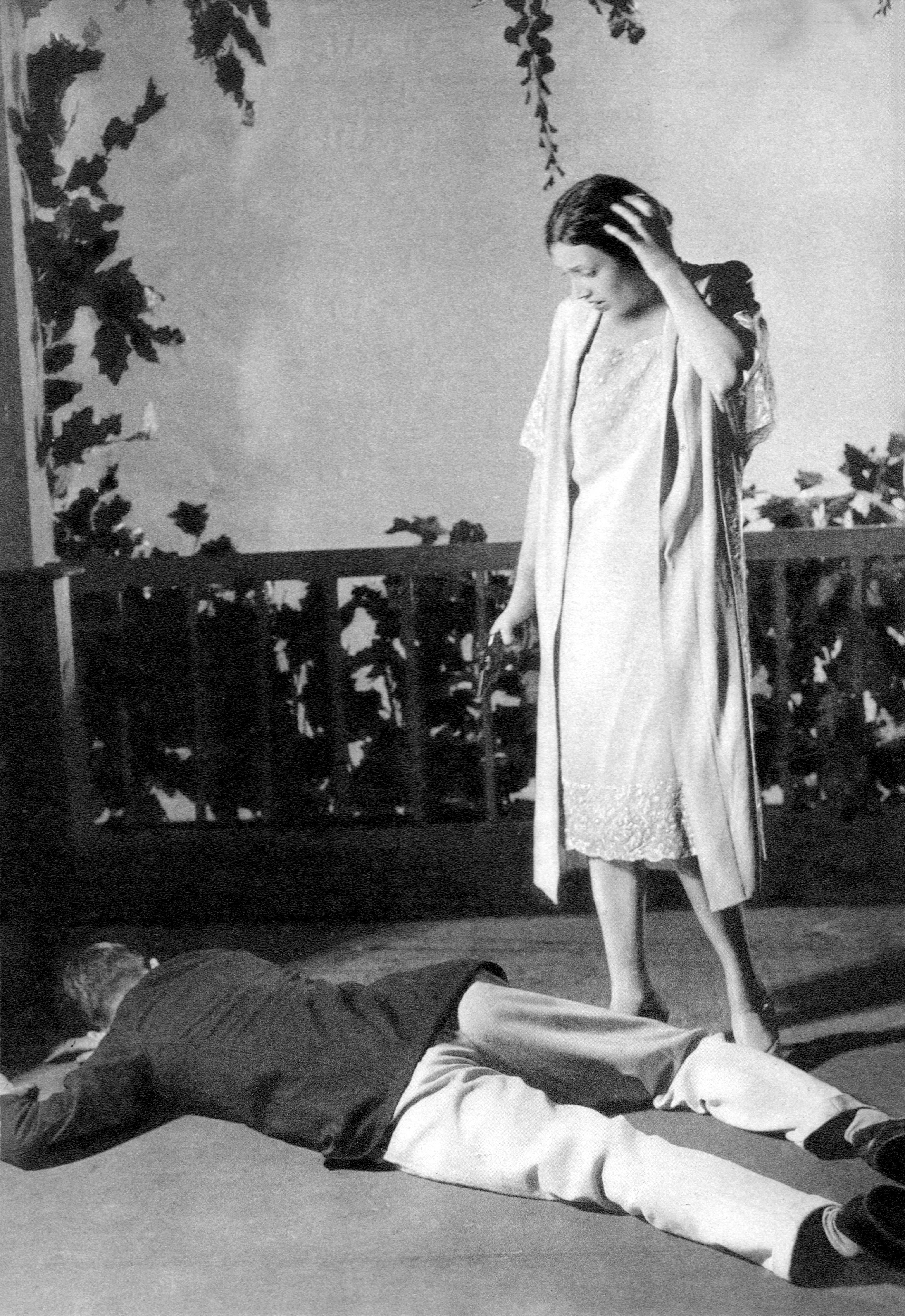
Katharine Cornell com Burton McEvilly na produção da Broadway de The Letter (1927)

Gladys Cooper produziu e estrelou a estreia da peça em Londres em 1927, no Playhouse Theatre, onde ficou em cartaz por 60 semanas, incluindo uma turnê pelas províncias. O papel do marido foi interpretado por Nigel Bruce. Dirigida por Gerald du Maurier, esta peça foi a primeira que Cooper produziu sozinha e provou ser um marco importante em sua carreira teatral. Em troca de Cooper concordar em produzir a peça, Maugham ofereceu a ela uma opção em suas próximas três peças: The Constant Wife, que ela recusou, The Sacred Flame, que ela aceitou, e The Breadwinner, que ela também recusou.
Katharine Cornell estrelou a produção da Broadway que estreou no Teatro Morosco em 26 de setembro de 1927 e teve 104 apresentações. O elenco incluía JW Austin (Robert Crosbie) e Allan Jeayes (Howard Joyce); Guthrie McClintic dirigiu. A versão da Broadway não incluiu uma cena que havia sido inserida no ato final em Londres, um flashback que relatava o que havia ocorrido imediatamente antes do tiroteio que dá início à peça. Após assistir à estreia da produção da Broadway em 12 de setembro em Toronto, o The New York Times elogiou a omissão desta "técnica cinematográfica estranha e artificial".

## Reavivamentos
A peça foi revivida em 1995 no Lyric Hammersmith, dirigida por Neil Bartlett e estrelada por Joanna Lumley e Tim Pigott-Smith, e em 2007 no Wyndham's Theatre, dirigida por Alan Strachan e estrelada por Jenny Seagrove e Anthony Andrews.

## Adaptações

### Filme
Existem muitas versões cinematográficas da história, sendo as duas mais conhecidas a versão de Jean de Limur de 1929, feita pela Paramount Pictures e estrelada por Jeanne Eagels, e a versão de William Wyler de 1940, feita pela Warner Bros., estrelada por Bette Davis. Enquanto a versão em inglês de De Limur foi feita nos estúdios Astoria da Paramount, várias versões em língua estrangeira foram produzidas nos estúdios da empresa em Joinville-le-Pont: a versão francesa de Louis Mercanton, La lettre (1930), a versão alemã de Dimitri Buchowetzki, Weib im Dschungel (1931), a versão em espanhol de Adelqui Migliar, La carta (1931) e a versão italiana de Jack Salvatori, La donna bianca (1931). Outra adaptação para outro idioma que não o inglês é Перемена участи / Peremena uchasti / A Change of Fate (1987), de Kira Muratova.

### Televisão
A história também foi adaptada para seis séries de antologia de televisão: em 30 de janeiro de 1950 para Robert Montgomery Presents com Madeleine Carroll; em 3 de novembro de 1952 para Broadway Television Theatre com Sylvia Sidney; em 15 de outubro de 1956 para Producers' Showcase (dirigido por William Wyler), em 2 de dezembro de 1956 para BBC Sunday-Night Theatre com Celia Johnson em 1960 para The Somerset Maugham Hour e em 1969 para W. Somerset Maugham (dirigido por Christopher Morahan). Um filme feito para a TV, dirigido por John Erman e estrelado por Lee Remick, foi feito e lançado em 1982 pela ABC.

### Peça
Clark Gesner adaptou The Letter para um musical chamado The Bloomers em 2000.
A Santa Fe Opera contratou o compositor Paul Moravec e o libretista Terry Teachout para escrever uma versão operística. A peça estreou em 25 de julho de 2009, em uma produção dirigida por Jonathan Kent e estrelada pela soprano Patricia Racette como Leslie Crosbie.